# معاهدة أنقرة (1921)

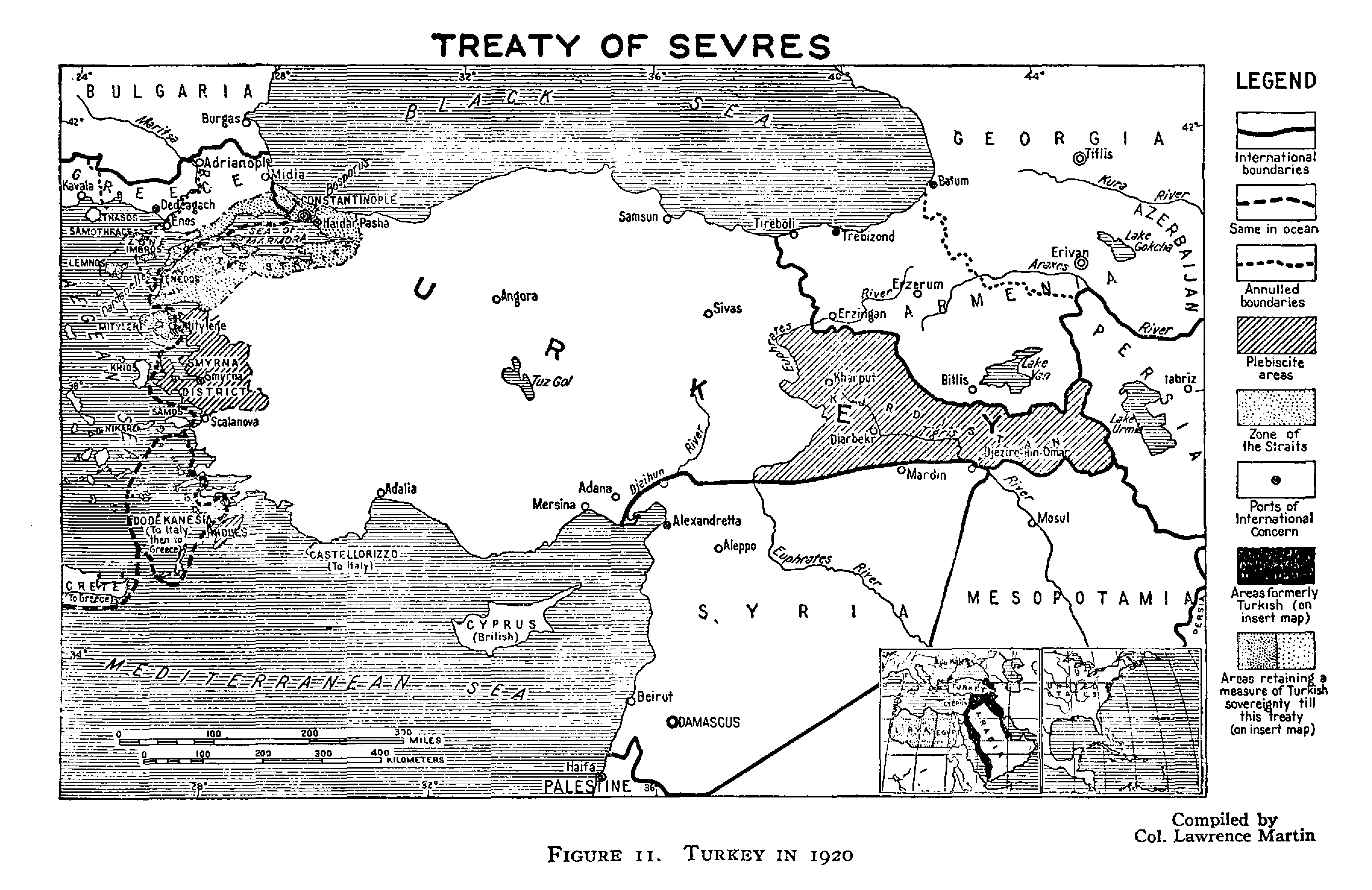
حدود معاهدة سيفر

معاهدة أنقرة هي اتفاقية وقعت بين فرنسا وتركيا الأتاتوركية في 20 تشرين الأول عام 1921. وقع المعاهدة الدبلوماسي الفرنسي هنري فرانكلان بويون ووزير الخارجية التركي يوسف كمال. أوقفت المعاهدة الحرب التركية الفرنسية (ضمن حرب الاستقلال التركية) وكان أثرها الأكبر تعديل خط الحدود بين سورية (الواقعة تحت الاحتلال الفرنسي آنذاك) وتركيا الذي كان قد أقر في معاهدة سيفر التي أنهت الحرب العالمية الأولى. رسم الخط الجديد ليبدأ من نقطة تقع إلى الجنوب مباشرة من باياس على خليج إسكندرون ليصل إلى محطة القطار في كلس ويستمر عند الحد الجنوبي لخط سكة حديد اسطنبول - بغداد. أسفرت المعاهدة الجديدة عن وضع السناجق السورية الشمالية ضمن الأراضي التركية وعن عزل مدينة حلب عن معظم المناطق الشمالية التي كانت ضمن ولاية حلب وولاية أضنة. نتيجة لهذه المعاهدة، أمست تحت السيادة التركية المدن والسناجق التالية (من الغرب إلى الشرق): أضنة وعثمانية ومرعش وعينتاب وكلس وأورفة وماردين ونصيبين وجزيرة ابن عمر.